# Inmaculada Concepción (Zurbarán, Langon)
Inmaculada Concepción es el tema de un cuadro de Francisco de Zurbarán, realizado en el año 1661, que consta con el número 285 en el catálogo razonado y crítico, realizado por la historiadora del arte Odile Delenda, especializada en este artista.

## Introducción
Zurbarán realizó trece versiones del tema de la Inmaculada Concepción —a lo largo de unos treinta años— evolucionando en su estilo y en la iconografía con la introducción de algunas novedades, pero siempre dentro de las normas derivadas de la Contrarreforma.
Este lienzo y la Inmaculada Concepción de Budapest son las dos últimas versiones de este motivo pintadas por Zurbarán. Ambas fueron realizadas en 1661, fecha en que el papa Alejandro VII dictó la Constitución apostólica Sollicitudo omnium ecclesiarum por la que aprobaba la doctrina de la Inmaculada Concepción, prohibía los escritos contrarios a ella y autorizaba su culto, Constitución recibida en España con grandes festejos, tras años de obligado silencio, si bien no se trataba todavía de la proclamación dogmática. Posiblemente, la modelo para la Virgen, en ambas obras, fuera María Manuela, hija del pintor y de su tercera esposa, Leonor de Tordera.

## Descripción de la obra
Datos técnicos y registrales
- Langon —Nueva Aquitania— Iglesia parroquial de Saint-Gervais y Saint-Protais;
- Pintura al óleo sobre lienzo, 140 x 103 cm; fecha de realización: 1661;

- Catalogado por O.Delenda con el número 285 y por Tiziana Frati con el número 490;[4]
- Restaurado en 1966 por Robert Garrigou en el Museo de Bellas Artes de Burdeos; en 2000 por Marie Paule Barra en Angulema.
- Firmado y fechado en una tarjeta, en el ángulo inferior izquierdo: Franco dezur baran.f/1661.[5]

### Análisis de la obra
En este lienzo —de hermoso colorido y luminosidad—, faltan los tradicionales atributos de las letanías, y las habituales estrellas del nimbo quedan reducidas a unos simples puntitos blancos. Zurbarán solamente representa a la Virgen, intensamente absorta, bañada por una maravillosa luz dorada. Su figura aparece flotando en los cielos, sobre un fondo de brillo solar. Su rostro es admirable por su dulzura y delicadeza, el fino dibujo de sus ojos entornados y su larga y ondulada cabellera rubia.
El nimbo alrededor de su cabeza destaca sobre un cielo azul-grisáceo, festoneado por nubes amarillentas, de color cobrizo en los bordes. Más allá del nimbo, en círculo, las nubes se vuelven rosadas y, en algunos puntos, se condensan en querubines dorados. Las manos juntas en oración son finísimas. La blanca túnica cae formando suaves pliegues verticales, que se adaptan a la leve curvatura de la figura. El gran manto —de azul intenso— forma abultados pliegues y parece agitado por el viento, en un movimiento usual en el barroco español, constituyendo un trozo de pintura de excepcional calidad. El cinturón y el lazo que sostienen dicho lazo son de un azul más pálido.

## Procedencia
1. Sevilla, Galería de D. Aniceto Bravo, 1837;
2. Langon (Francia), Iglesia Parroquial Saint-Gervais y Saint-Protais, sacristía;
3. Burdeos, Musée des Beaux-Arts, depósito de 1966 a 1970;
4. Devuelta a Langon en 1970.[8]